# Etiopiengylling
Etiopiengylling (Oriolus monacha) är en fågel i familjen gyllingar inom ordningen tättingar.

## Utseende och läte
Etiopiengylling är en mestadels gul fågel med svart huvud och röd näbb. Stjärtteckningen varierar geografiskt, övervägande olivgrön och gul eller med svarta fläckar. Arten är mycket lik svarthuvad gylling, men skiljer sig förutom i utbredningsområde och levnadsmiljö på vingmönstret, där etiopisk gylling är mer enfärgad med en lång och grå fläck men utan tydliga vita fjäderkanter. Sången består av en serie böjda visslingar. Bland lätena hörs olika raspiga toner.

## Utbredning, biotop och systematik
Etiopiengylling hittas i bergsskogar på medelhög höjd i Etiopien och Eritrea. Den delas in i två underarter med följande utbredning:
- Oriolus monacha monacha – norra Etiopien och Eritrea
- Oriolus monacha meneliki – södra Etiopien

## Status och hot
Arten har ett stort utbredningsområde och en stor population med stabil utveckling och tros inte vara utsatt för något substantiellt hot. Utifrån dessa kriterier kategoriserar internationella naturvårdsunionen IUCN arten som livskraftig (LC). Världspopulationen har inte uppskattats men den beskrivs som lokalt frekvent förekommande till vanlig i Eritrea och norra Etiopien, men vanlig till mycket vanlig i södra Etiopien.